# Niemieckie Stronnictwo Ludowe
Niemieckie Stronnictwo Ludowe (niem. Deutsche Volkspartei, DVP) – partia mniejszości niemieckiej w Polsce, działająca w latach 1918–1919.
Niemieckie Stronnictwo Ludowe zostało utworzone w grudniu 1918, na potrzeby wyborów do polskiego Sejmu Ustawodawczego (1919–1921). Była ona partią skierowaną do Niemców w centralnej Polsce i reprezentowała stan mieszczański. Jej przewodniczącym był Adolf Eichler. W wyborach do Sejmu Ustawodawczego partia zdobyła łącznie 51 527 głosów i dwa mandaty, wprowadziła do sejmu Josefa Spickermanna i Ludwiga Wolffa. 1 listopada 1919 Wolff zrezygnował z mandatu, a jego miejsce zajął Oskar Friese. Partia została rozwiązana pod koniec 1919. Po wyborach uzupełniających dla części Pomorza, przyłączonego do Polski, w maju 1920 Spickermann i Friese połączyli się 6 posłami niemieckimi z tego regionu reprezentującymi Partię Niemiecką – Zjednoczenie Narodowości Niemieckiej w Polsce (niem. Deutsche Partei – Vereinigung des deutschen Volkstums in Polen) oraz Zentralarbeitsgemeinschaft der Politischen Parteien (ZAG), tworząc frakcję Zjednoczenie Niemiec, z której Friese został wydalony w styczniu 1922.